# یواس‌بی اوتی‌جی

نشان یواس‌بی

USB On-The-Go یا به اختصار USB OTG نوعی فناوری الکترونیکی است که به دستگاه‌ هایی که از درگاه USB پشتیبانی نمی کنند مانند تلفن همراه اجازه می‌دهد تا اطلاعات موجود در یک وسیله دیگر مجهز به درگاه USB مانند فلش مموری، دوربین دیجیتال یا تلفن همراه را بدون دخالت رایانه شخصی یا لپ‌تاپ استخراج کند.
از نظر سخت‌افزاری یک دستگاه دارای USB می‌تواند host یا صاحب باشد. یواس بی‌های موجود بر روی کامپیوتر از نوع host هستند. نوع دیگر usb ها Device یا دستگاه هستند که می‌توانند به هاست متصل شوند مثل فلش درایوها و ماوس و اسکنر USB. دستگاه‌ها عموماً دارای منبع تغذیه نیستند و برای روشن شدن و ارتباط گرفتن به هاست نیاز دارند. سخت‌افزار USB OTG شامل هر دوی اینها است و می‌تواند هم به صورت Device به Host (کامپیوتر) متصل گردد و هم می‌تواند به صورت HOST یک DEVICE (مثل فلش) را راه اندازی نماید. کابل OTG هم برای استفاده همین قابلیت دوم وارد بازار شده‌است. این کابل هر روز کوتاه و کوتاه‌تر شده تا اینکه امروز فلش‌های موجود در بازار از یک سو به usb کامپیوتر و از سوی دیگر به گوشی موبایل متصل می‌گردند.

## 7 کاربرد اصلی
1رابط موبایل و موس
.با استفاده از ویژگی USB OTG به راحتی می‌توانید یک ماوس یا کیبورد کامپیوتر را به گوشی و تبلت خود وصل کنید و از آنها استفاده نمایید. به محض اتصال کابل ماوس به گوشی، کرسر آن روی صفحه نمایان می‌شود. البته ممکن است بعضی از ماوس‌‌ها را مثل ماوس‌های مخصوص بازی، که دکمه‌های زیادی روی خود دارند، نتوان وصل کرد. اتصال کیبورد نیز به همین شکل انجام می‌شود. سپس قادر خواهید بود با کیبورد کامپیوتر در گوشی یا تبلت اندرویدی تایپ کنید.
2- اتصال فلش مموری به گوشی
شما با استفاده از کابل OTG می‌توانید فلش مموری خود را به گوشی خود متصل کنید و با اتصال فلش مموری خود به گوشی هوشمند یا تبلت از اطلاعات دستگاه خود پشتیبان بگیرید
3- استفاده برای شارژ کردن سایر دستگاه‌ها
شما می توانید در صورت نیاز به وسیله کابل OTG گوشی خود را به دیگر دستگاه ها متصل کنید و آن ها را شارژ کنید. لازم به ذکر است استفاده از این ویژگی در طولانی مدت می تواند موجب اختلال در باتری گوشی شود.
4- اتصال دسته پلی استیشن به گوشی
به واسطه کابل OTG می توانید به راحتی دسته پلی استیشن را به گوشی خود متصل کنید
6- اتصال کیبورد به گوشی همراه
شما می توانید با استفاده از این کابل کیبرد های مختلفی را به گوشی خود متصل و برای تایپ آسان و سریع تر از آن استفاده کنید.
7.اتصال کارت حافظه برای انتقال داده ها
شما قادر خواهید بود به وسیله کابل OTG رم ریدر و کارت حافظه خود را به گوشی و تبلت خود متصل کنید. این طریق برای انتقال فایل ها از MicroSD و SD کارت‌ های مختلف کاربرد دارد. به ویژه عکاسان حرفه‌ای برای انتقال سریع اطلاعات دوربین به تبلت می‌توانند از این ترفند استفاده کنند.